# Актуру (река)
Актуру́ (Ак-Туру, Актру) — река в Кош-Агачском районе Республики Алтай. Устье реки находится в 122 км по левому берегу реки Чуя. Длина реки составляет 23 км.
В верховье расположена одноимённая метеорологическая станция.

## Гидрология
Начинается под Куполом Трёх Озёр, при слиянии малых рек Большой Актуру и Малый Актуру, стекающих из одноимённых ледников Северо-Чуйского хребта. На середине течения принимает левый приток, реку Корумду.
По данным государственного водного реестра России относится к Верхнеобскому бассейновому округу, водохозяйственный участок реки — Катунь, речной подбассейн реки — Бия и Катунь. Речной бассейн реки — (Верхняя) Обь до впадения Иртыша.

## Туризм

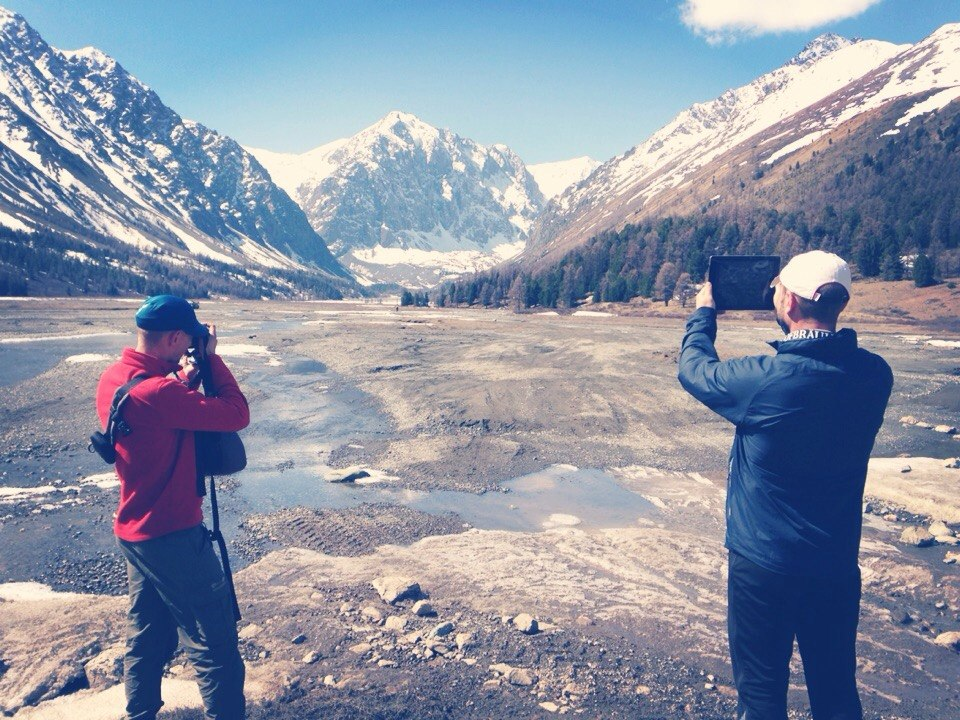
Туристы в долине Актру весной

Долина реки Актуру привлекает туристов транспортной легдоступностью: до высоты 1800 метров с Чуйского тракта через село Курай проложена грунтовая автомобильная дорога, проходимая транспортом повышенной проходимости.
В долине реки расположена научная база Томского государственного университета, ГМС (научная метеостанция), пост Поисково-спасательной службы Республики Алтай и музей долины Актуру, а также дома туристской базы альпцентра Актуру.
С отдыхающих в палатках в долине Актуру возле базы ТГУ и альпцентра взимают рекреационный (экологический взнос) за каждую палатку за сутки.
Из долины реки Актуру проложены легкодоступные туристские тропы:
- к ледникам Малый Актуру, на пик Купол Трёх Озёр и в долину реки Тюте (3556 м) через «Зелёную гостиницу»,
- тропы на ледник Большой Актуру и Голубое озеро в моренной складке ледника,
- на вершину Учитель, нависающую прямо над альпцентром Актуру.

У входа в горную часть долины (в ущелье) расположена коммерческая перевалочная туристическая база, где оборудована платная стоянка для автотранспорта и места проживания туристов. Со всей территории России в долину Актру приезжают автолюбители-туристы на своём автотранспорте, часть из которого оставляют ниже, у Чуйского тракта в селе Курай и Кызыл-Таш, где есть гостиницы и турбазы для туристов.